# ТЕС Кубатао
23°52′33″ пд. ш. 46°25′55″ зх. д. / 23.87583° пд. ш. 46.43194° зх. д.
ТЕС Кубатао — теплова електростанція у бразильському штаті Сан-Паулу. Певний час носила назву ТЕС Euzébio Rocha.
Станція, введена в експлуатацію у 2010 році, має один енергоблок, споруджений за технологією комбінованого парогазового циклу. У ньому працює одна газова турбіна потужністю 161 МВт, яка через котел утилізатор живить одну парову турбіну потужністю 55 МВт.
Окрім виробництва електроенергії, станція постачає пару розташованому поруч нафтопереробному заводу Presidente Bernardes (відомий під абревіатурою RPBC), потреби якого на момент запуску ТЕС становили 415 тонн пари на годину. З метою гарантування безперервного теплопостачання заводу на майданчику станції також змонтували два допоміжні котли продуктивністю по 285 тонн пари на годину. При роботі в режимі комбінованого виробництва теплової та електричної енергії загальна паливна ефективність становить 81,4 %. Також можливо відзначити, що запуск станції дозволив вивести з експлуатації мазутні котли, які раніше використовували на НПЗ, що зменшило шкідливі викиди на 75 %.
Як паливо ТЕС споживає природний газ, котрий надходить по газопроводах Merluzao та Gasan.
Видача продукції відбувається по ЛЕП, розрахованій на роботу під напругою 230 кВ.